# Casos adposicionales
En gramática, el caso preposicional (abreviado prep) y el caso posposicional (abreviado post ) -generalizados como casos adposicionales- son casos gramaticales que marcan respectivamente el objeto de una preposición y una posposición . Este término se puede utilizar en lenguas donde los sustantivos tienen una forma declinacional que aparece exclusivamente en combinación con determinadas preposiciones.
Debido a que los objetos de estas preposiciones a menudo denotan ubicaciones, este caso a veces también se denomina caso locativo : checo y eslovaco lokál (a diferencia de lokatív), miejscownik en polaco . Esto está en concordancia con su origen: el caso preposicional eslavo proviene del caso locativo protoindoeuropeo (presente en armenio , sánscrito y latín antiguo , entre otros). El llamado "segundo locativo" que se encuentra en el ruso moderno tiene en última instancia el mismo origen.
En gaélico irlandés y escocés , los sustantivos que son objeto de (la mayoría de) las preposiciones pueden marcarse con un caso preposicional, especialmente si están precedidos por el artículo definido. En las gramáticas tradicionales y en los tratamientos académicos de la lengua antigua, el término caso dativo se utiliza incorrectamente para el caso preposicional. Este caso está asociado exclusivamente a las preposiciones. Sin embargo, no todas las preposiciones activan la marca de caso preposicional, y un pequeño grupo de preposiciones que se denominan compuestas marcan sus objetos con caso genitivo., estas preposiciones se derivan históricamente de la fusión de una preposición más un sustantivo siguiente que se ha gramaticalizado. Sin embargo, tenga en cuenta que muchos sustantivos ya no exhiben formas de casos preposicionales distintas en el lenguaje conversacional.
En el idioma pastún , también existe un caso que ocurre solo en combinación con ciertas preposiciones. Se le llama más a menudo "primer oblicuo" que preposicional.
En muchos otros idiomas, el término "caso preposicional" es inapropiado, ya que las formas de los sustantivos seleccionados por preposiciones también aparecen en contextos no preposicionales. Por ejemplo, en el idioma inglés, las preposiciones gobiernan el caso objetivo (o acusativo), al igual que los verbos. En alemán , las preposiciones pueden regir el genitivo , el dativo o el acusativo , y ninguno de estos casos está asociado exclusivamente a las preposiciones.
El sindhi es un idioma del que se puede decir que tiene un caso posposicional. Los nominales en sindhi pueden tomar una forma oblicua "contraída" que puede usarse en construcciones ergativas, dativas o locativas sin una posposición, o una terminación de caso oblicua "completa" expresada al formar una frase posposicional. Las diferencias en estas formas sólo se observan en plural.